# Macbeth (pel·lícula de 2015)
Macbeth és una pel·lícula de drama històric èpic britànico-francesa del 2015 dirigida per Justin Kurzel i escrita per a la pantalla per Jacob Koskoff, Todd Louiso i Michael Lesslie. El guió està basat en la peça de teatre Macbeth de William Shakespeare. La pel·lícula és protagonitzada per Michael Fassbender al paper principal i Marion Cotillard com Lady Macbeth, amb Paddy Considine, Sean Harris, Jack Reynor, Elizabeth Debicki, i David Thewlis en els papers secundaris. La història segueix l'ascens al poder d'un general escocès després de rebre una profecia d'un trio de bruixes que un dia es convertirà en rei d'Escòcia. Igual que l'obra de la qual es va adaptar, la pel·lícula dramatitza els efectes físics i psicològics perjudicials de l'ambició política sobre aquells que busquen el poder per compte propi. S'ha doblat i subtitulat al català.
Macbeth fou estrenada el 23 de maig de 2015 al 68è Festival Internacional de Cinema de Canes on va ser seleccionada per competir per la Palma d'Or. La pel·lícula va ser estrenada als cinemes per StudioCanal el 2 d'octubre de 2015 al Regne Unit i el 18 de novembre de 2015 a França. Va rebre crítiques generalment positives de crítics de cinema que van elogiar tant les actuacions de Fassbender i Cotillard, com les de la resta del repartiment, l'estil visual, el guió, la direcció i les seqüències de guerra. Malgrat la reacció crítica positiva, la pel·lícula va suposar un fracàs comercial, amb un ingrés de 16 milions de dòlars arreu del món enfront del seu pressupost de producció de 20 milions de dòlars.

## Sinopsi
Macbeth és un reconegut thane (cap militar) escocès del segle xi qui, després de tenir una visió de tres bruixes que profetitzen que arribarà a convertir-se en rei, conspira al costat de la seva esposa per a matar el rei actual, Duncan, i prendre el tron per a si mateix. A partir d'aquest moment, l'ambició de mantenir el poder portarà Macbeth a una espiral de paranoia de la qual no podrà sortir, declarant una guerra contra tot el que consideri capaç d'usurpar el seu tron.

## Repartiment
- Michael Fassbender com Macbeth d'Escòcia.
- Marion Cotillard com lady Macbeth.
- Sean Harris com Macduff.
- Elizabeth Debicki com lady Macduff.
- Paddy Considine com Banquo.
- Jack Reynor com Malcolm III d'Escòcia.
- David Thewlis com el rei Duncan I d'Escòcia.
- David Hayman com Lennox
- Maurice Roëves com Menteith
- James Harkness com Angus
- Lochlann Harris com Fleance
- Hilton McRae com Macdonwald

## Producció
La productora que hi ha al darrere de Macbeth és See-Saw Films; la pel·lícula va ser distribuïda per StudioCanal a tot el món.
El rodatge va tenir lloc durant setmanes a Anglaterra i Escòcia, que començà el 6 de febrer de 2014 a Escòcia. El 21 de febrer, es va produir el rodatge a Hankley Common a Elstead, Surrey. El 26 de febrer, el repartiment i la tripulació es van instal·lar al plató del castell de Bamburgh a Northumberland amb gairebé 200 extres. Altres localitzacions usades foren Quiraing a Skye, i la catedral d'Ely a Ely (Cambridgeshire).

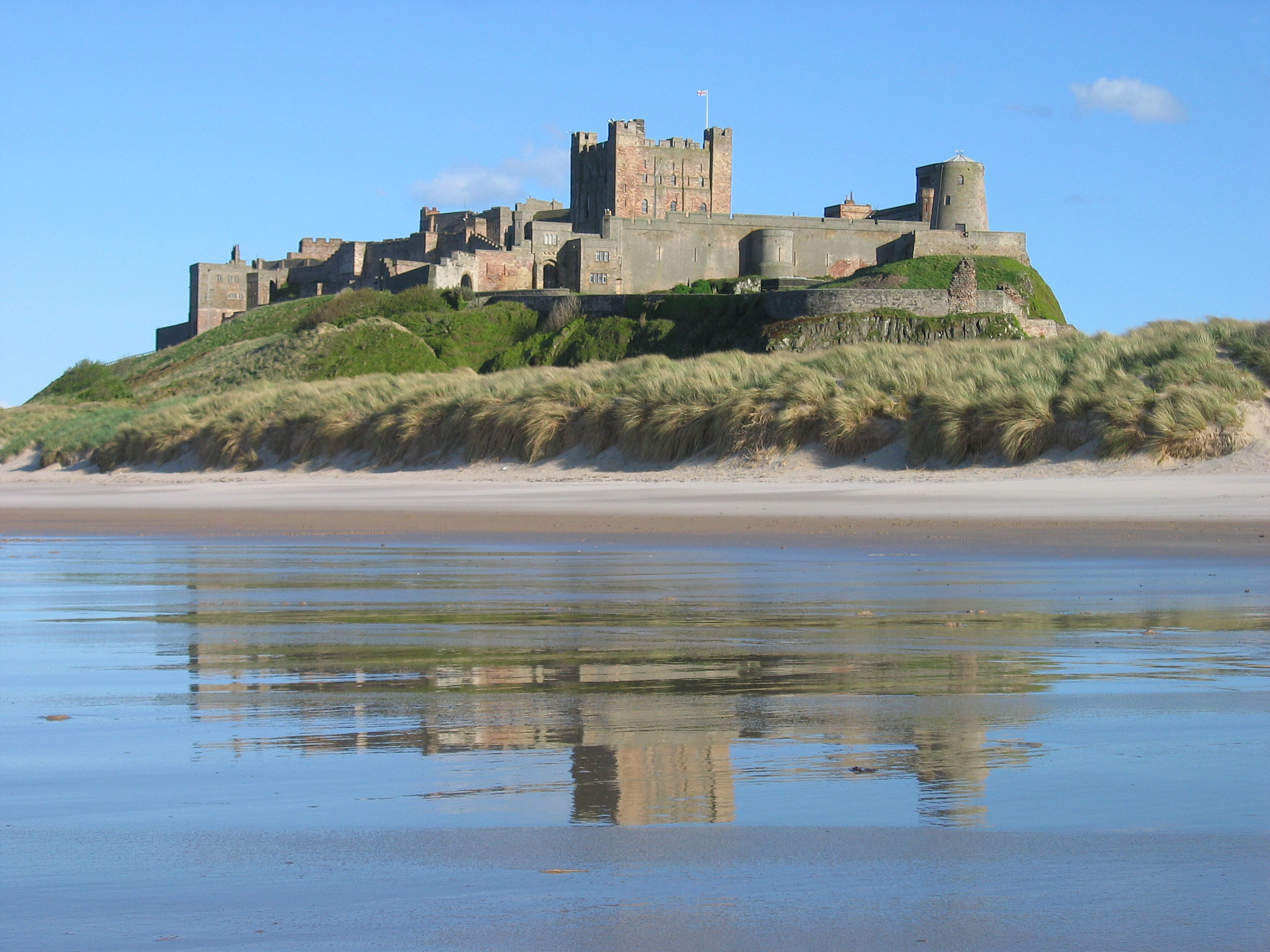
Castell de Bamburgh.
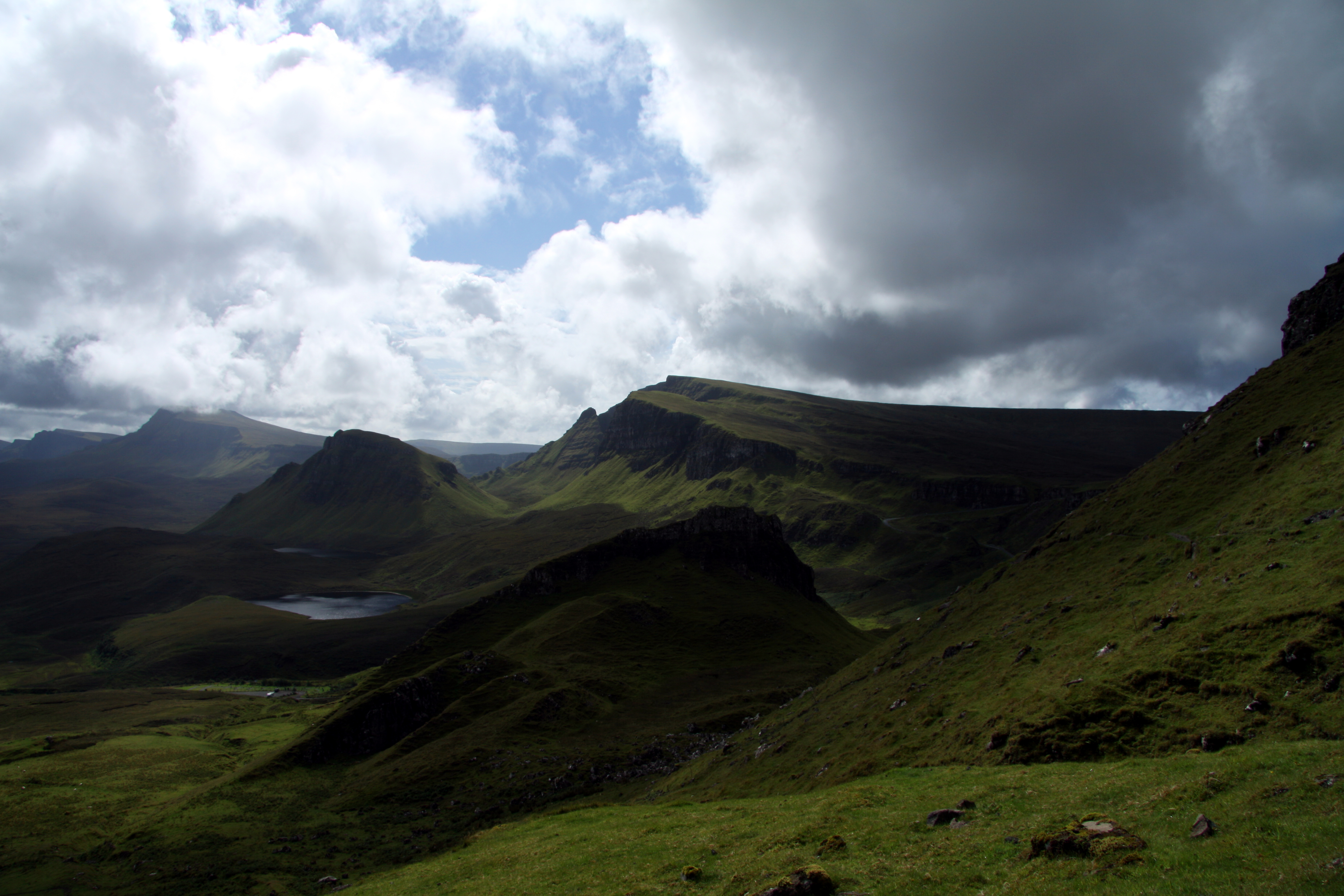
Quiraing.
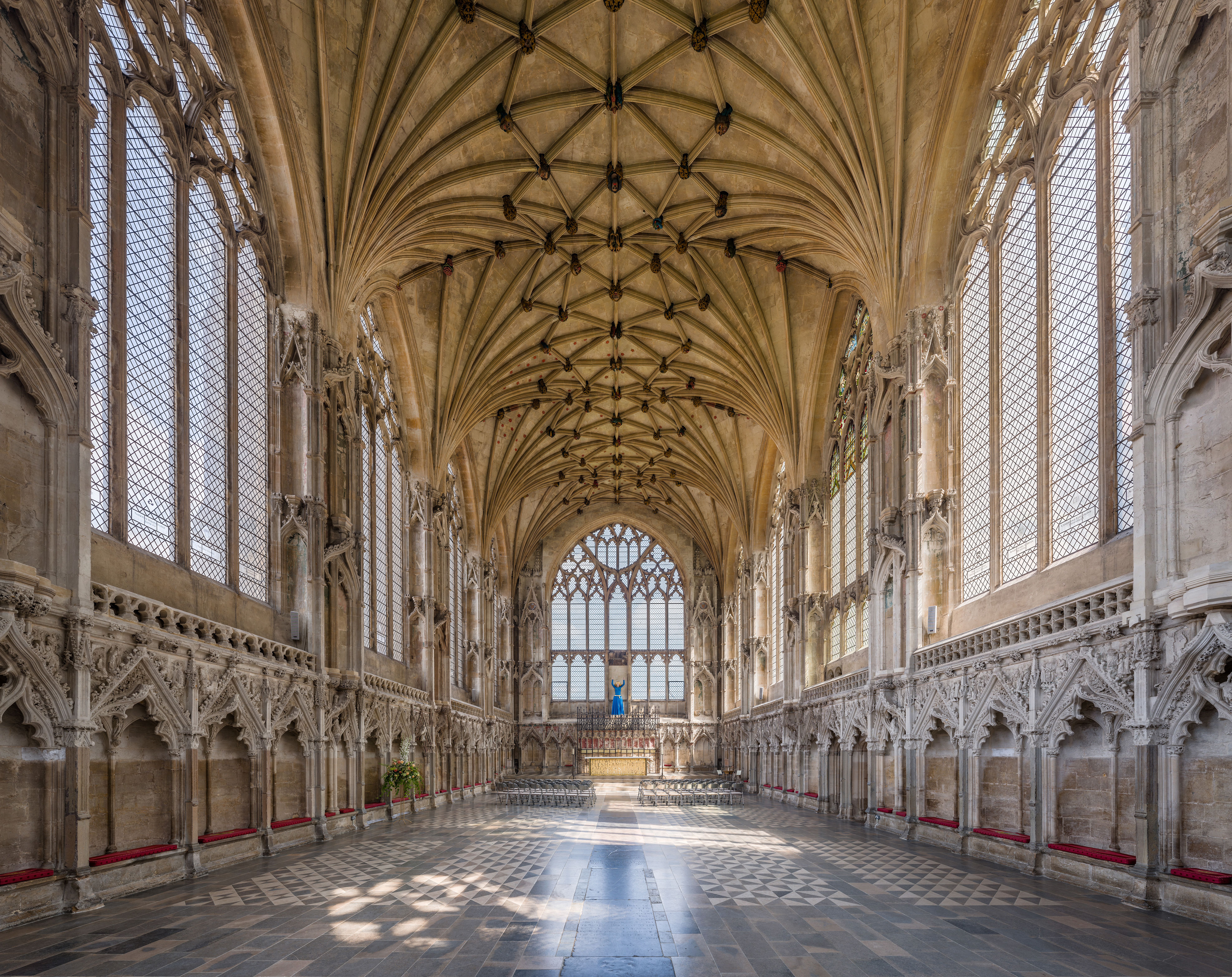
Interior de la catedral d'Ely.

La dissenyadora de vestuari Jacqueline Durran va ser la responsable dels vestits de la pel·lícula. Durran es va referir a un llibre anomenat Tilke, que és una mena d'enciclopèdia de vestuari popular, compilada i il·lustrada a la dècada de 1920 per un artista i etnògraf alemany, Max Tilke.

## Màrqueting
Un parell de fotos de la pel·lícula es van revelar el 18 d'abril de 2014, seguit de dos pòsters teaser el 14 de maig. El 4 de juny de 2015 StudioCanal publicà el primer tràiler i va tenir més de 2 milions de visualitzacions.
Els cartells de personatges amb Fassbender i Cotillard es van publicar el 27 d'agost de 2015. The Weinstein Company publicà el primer tràiler nord-americà l'1 de setembre de 2015. El 4 de setembre de 2015 es van publicar un nou parell de pòsters. A les Filipines la pel·lícula es va comercialitzar com Macbeth: Warrior King.

## Estrena
A l'octubre de 2013, The Weinstein Company va adquirir drets de distribució a la pel·lícula. Macbeth es va estrenar al Festival de Canes 2015 el 23 de maig de 2015 i es va estrenar al Regne Unit el 2 d'octubre de 2015 i a França el 18 de novembre. La pel·lícula va tenir una estrena limitada als Estats Units a través de cinc sales a Nova York, Los Angeles i San Francisco el 4 de desembre de 2015, abans d'expandir-se als cinemes l'11 de desembre. La pel·lícula es va estrenar a les Filipines per Pioneer Films el 13 de gener de 2016.

### Recepció crítica
Macbeth ha rebut revisions positives de la crítica. L'agregador de revisions Rotten Tomatoes, la pel·lícula té una qualificació d'aprovació del 80% basada en 192 ressenyes, amb una puntuació mitjana de 7,24/10. El consens crític del lloc diu: "Fidel al material font sense renunciar a la seva pròpia volada cinematogràfica, Macbeth de Justin Kurzel augmenta la força d'un fascinant rendiment de Michael Fassbender per unir-se a la categoria superior de les adaptacions de Shakespeare de la gran pantalla". Metacritic dona la pel·lícula va obtenir una puntuació mitjana ponderada de 71 sobre 100, basada en 35 crítics, cosa que indica "ressenyes generalment favorables".

### Premis i nominacions
| Premis                                    | Categoria                                        | Nominats                  | Resultat | Ref(s)        |
| ----------------------------------------- | ------------------------------------------------ | ------------------------- | -------- | ------------- |
| Premis British Independent Film 2015      | Millor pel·lícula                                | Millor pel·lícula         | Nominat  | [ 27 ]        |
| Premis British Independent Film 2015      | Millor director                                  | Justin Kurzel             | Nominat  | [ 27 ]        |
| Premis British Independent Film 2015      | Millor actor                                     | Michael Fassbender        | Nominat  | [ 27 ]        |
| Premis British Independent Film 2015      | Millor actriu                                    | Marion Cotillard          | Nominat  | [ 27 ]        |
| Premis British Independent Film 2015      | Millor actor secundari                           | Sean Harris               | Nominat  | [ 27 ]        |
| Premis British Independent Film 2015      | Millor fotografia                                | Adam Arkapaw              | Nominat  | [ 27 ]        |
| Festival Internacional de Cinema de Canes | Palma d'Or                                       | Justin Kurzel             | Nominat  | [ 28 ]        |
| Premis Empire                             | Millor pel·lícula anglesa                        | Millor pel·lícula anglesa | Nominat  | [ 29 ] [ 30 ] |
| Premis Empire                             | Millor actor                                     | Michael Fassbender        | Nominat  | [ 29 ] [ 30 ] |
| Premis Goya                               | Millor pel·lícula europea                        | Justin Kurzel             | Nominat  | [ 31 ]        |
| Premis Satellite                          | Millor direcció artística i disseny de producció | Fiona Crombie             | Nominat  | [ 32 ]        |
| Premis Satellite                          | Millor disseny de vestuari                       | Jacqueline Durran         | Nominat  | [ 32 ]        |